# Vlist (Krimpenerwaard)
Vlist (Ausspracheⓘ) ist ein Dorf und eine ehemalige Gemeinde der niederländischen Provinz Südholland. Am 1. Januar 2015 wurde sie in die Gemeinde Krimpenerwaard eingegliedert. Die Gemeinde hatte 9.740 Einwohner (Stand: 31. Dezember 2014) auf einer Fläche von 56,51 km² (davon 2,79 km² Gewässer).
Die Gemeinde war nach dem Fluss Vlist, der durch das Gemeindegebiet fließt, benannt.

## Orte
Haastrecht, Stolwijk (Sitz der ehemaligen Gemeinde) und Vlist, der kleinste Ort der Gemeinde.

## Politik

### Sitzverteilung im Gemeinderat
| Partei                                | Sitze | Sitze | Sitze | Sitze |
| Partei                                | 1998  | 2002  | 2006  | 2010  |
| ------------------------------------- | ----- | ----- | ----- | ----- |
| Vrije Kiesvereniging-Gemeentebelangen | 4     | 5     | 4     | 5     |
| ChristenUnie/SGP                      | —     | 2     | 2     | 3     |
| CDA                                   | 3     | 3     | 3     | 2     |
| VVD                                   | 2     | 2     | 2     | 2     |
| PvdA                                  | 2     | 1     | 2     | 1     |
| SGP/RPF                               | 2     | —     | —     | —     |
| Gesamt                                | 13    | 13    | 13    | 13    |

## Bilder

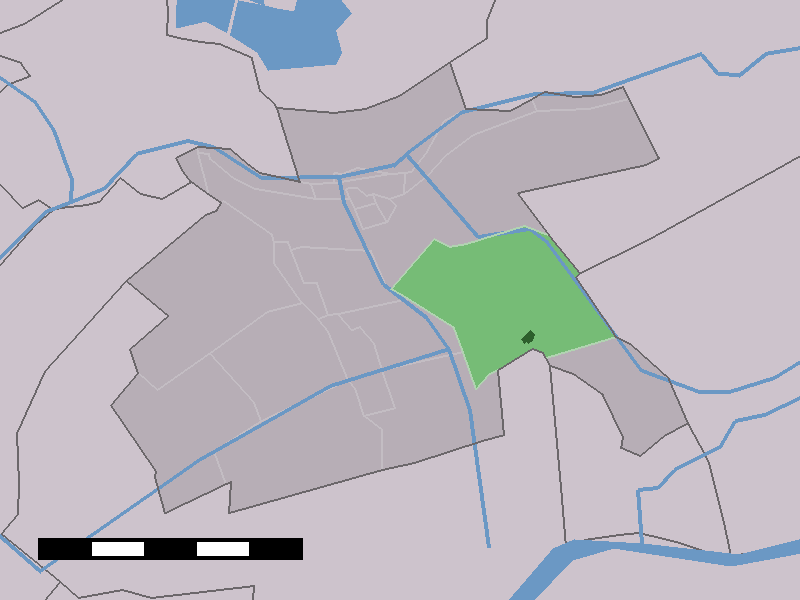
Vlist in der Gemeinde Vlist (der kleine grüne Punkt in der hellgrünen Fläche)
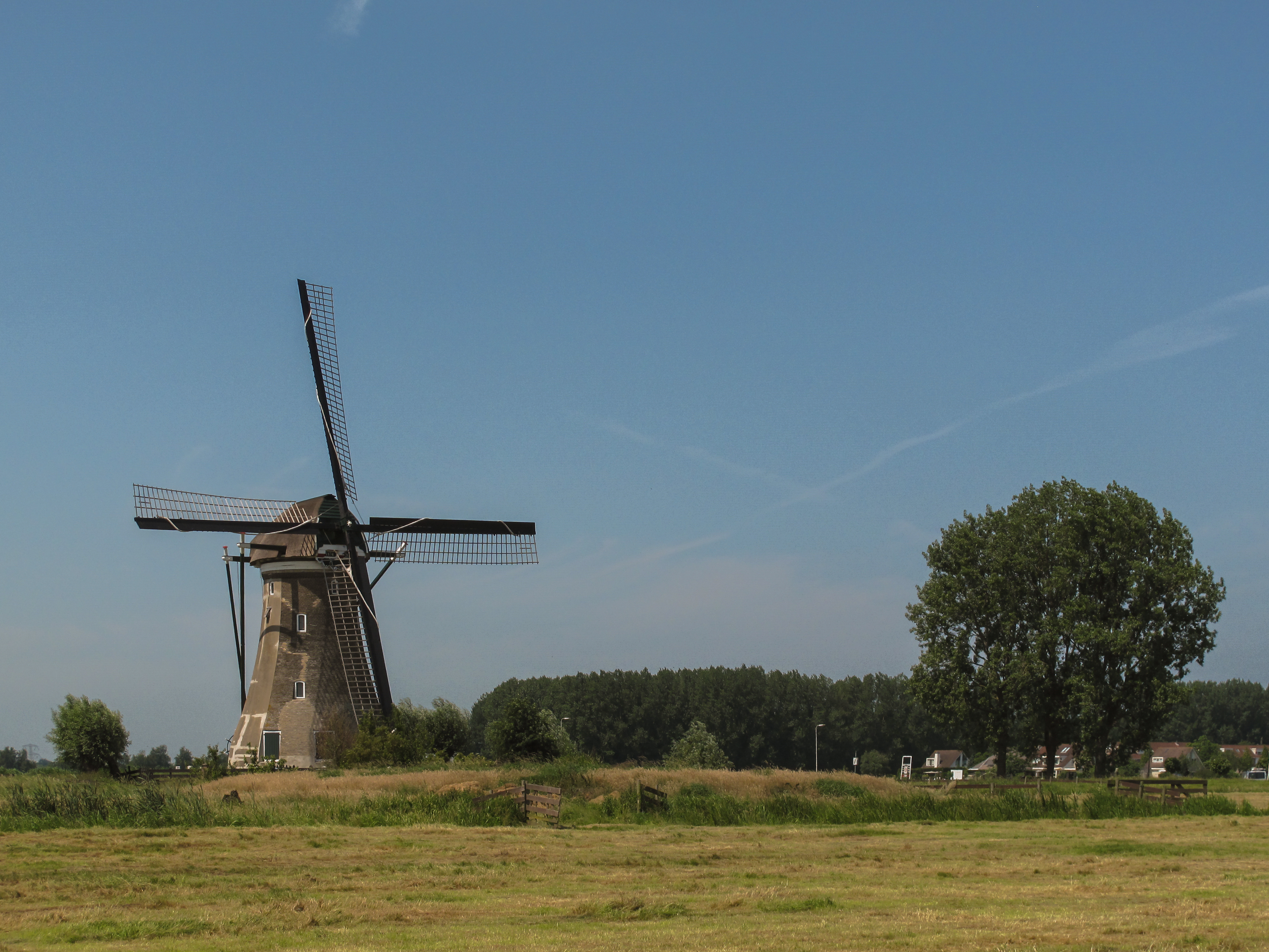
Haastrecht, Mühle: boezemmolen nummer 6
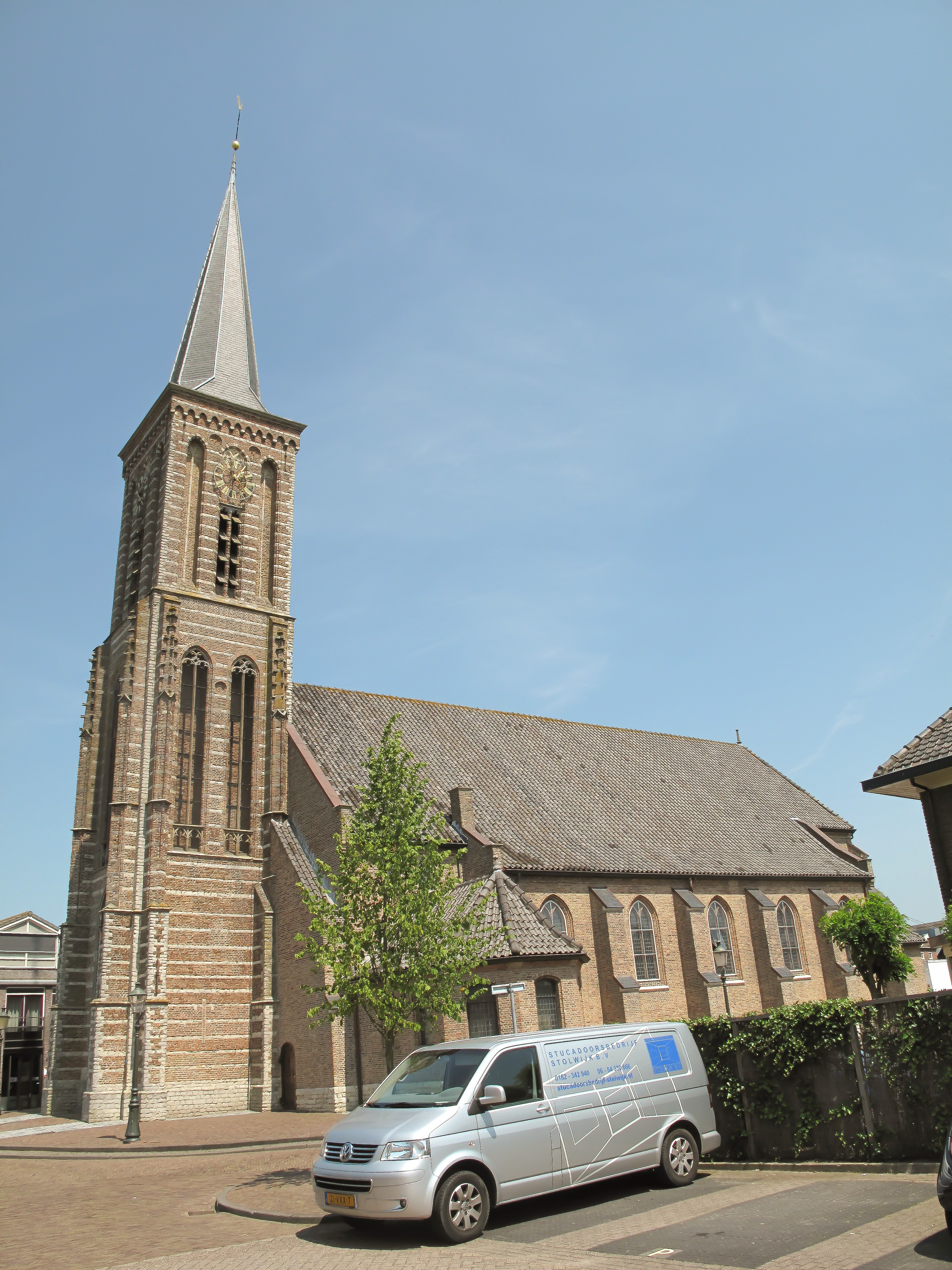
Stolwijk, die reformierte Kirche
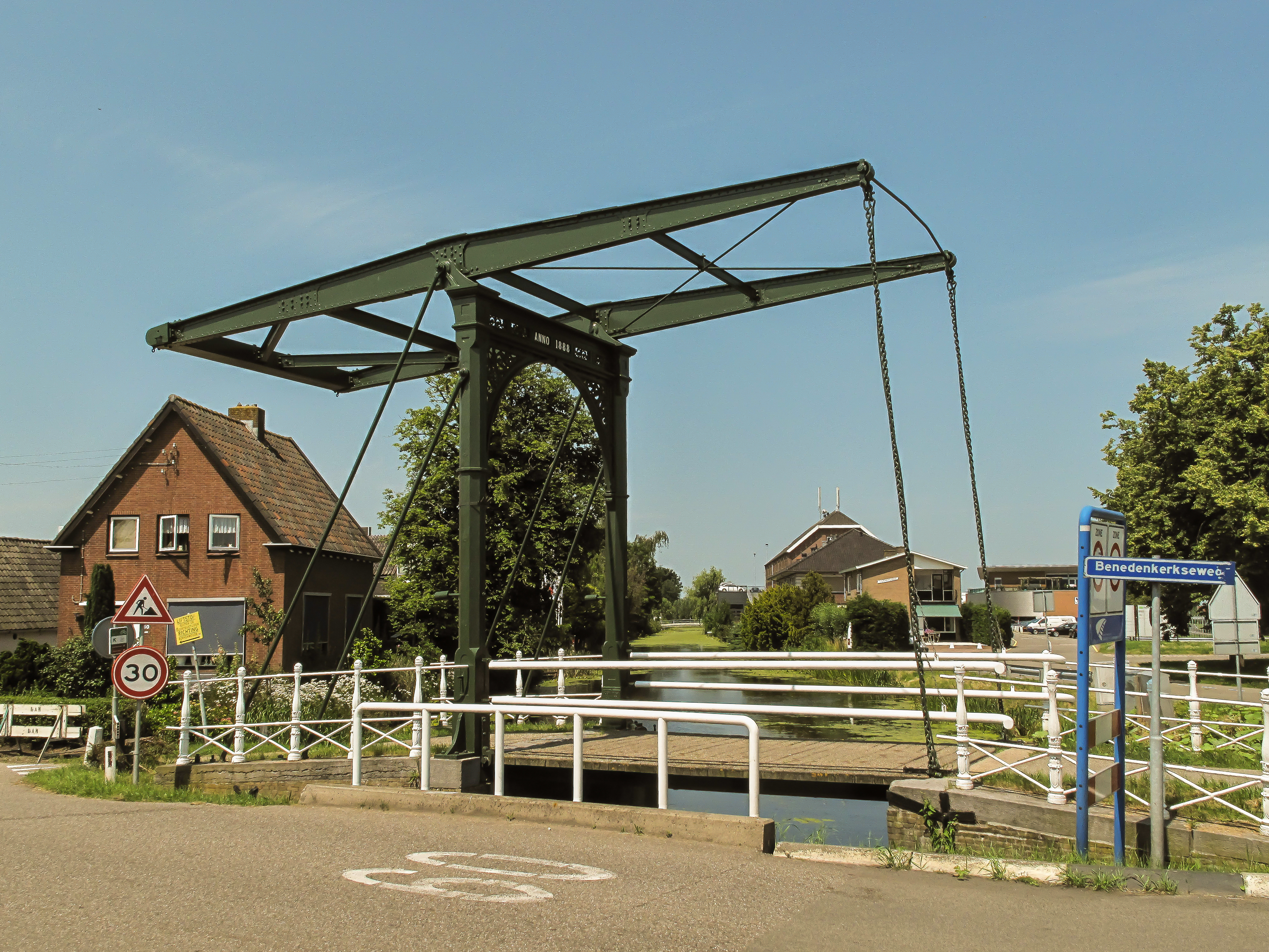
Stolwijk, Brücke verkeersbrug noordelijk
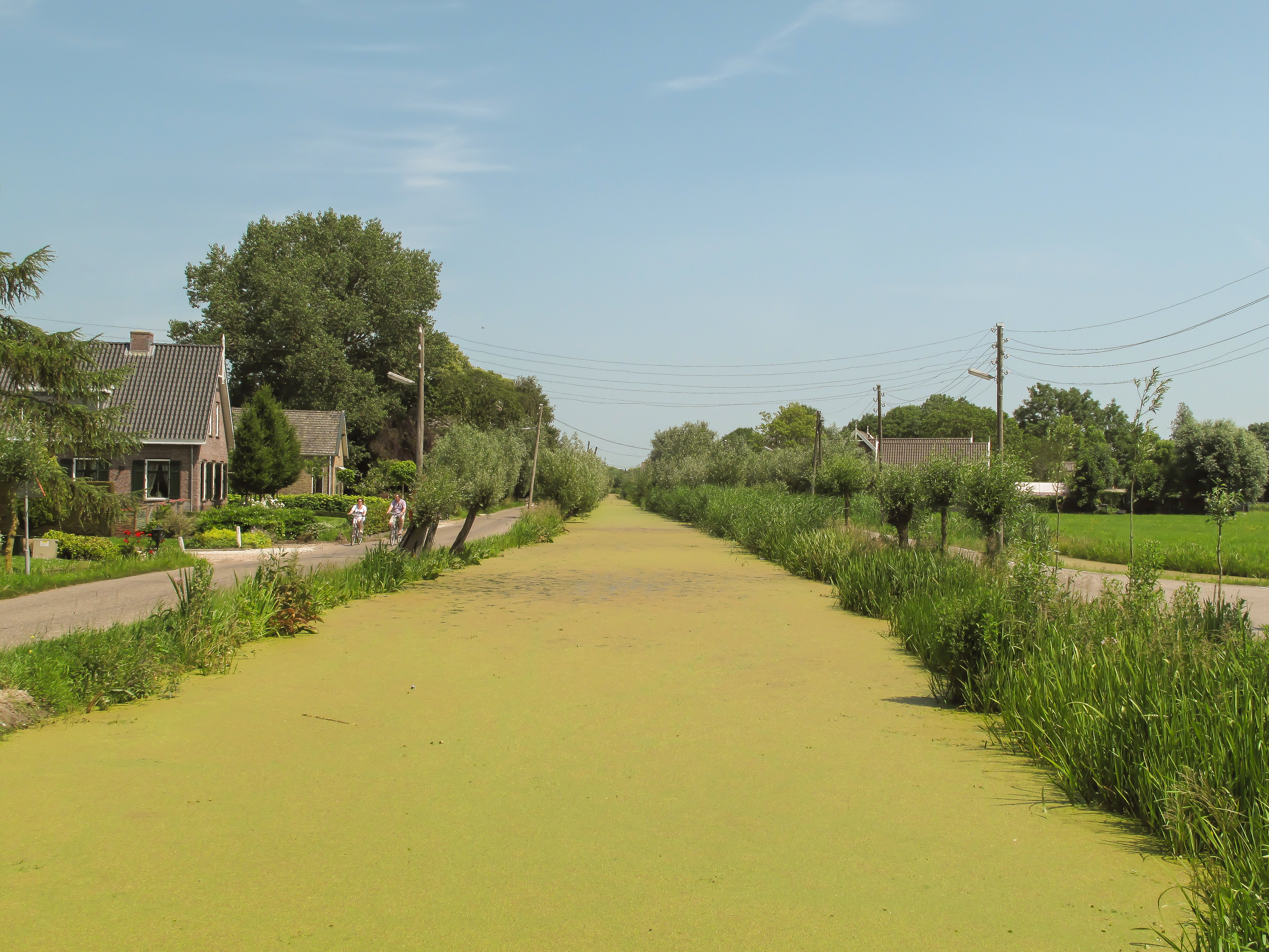
Benedenkerk, Vliet im Polder
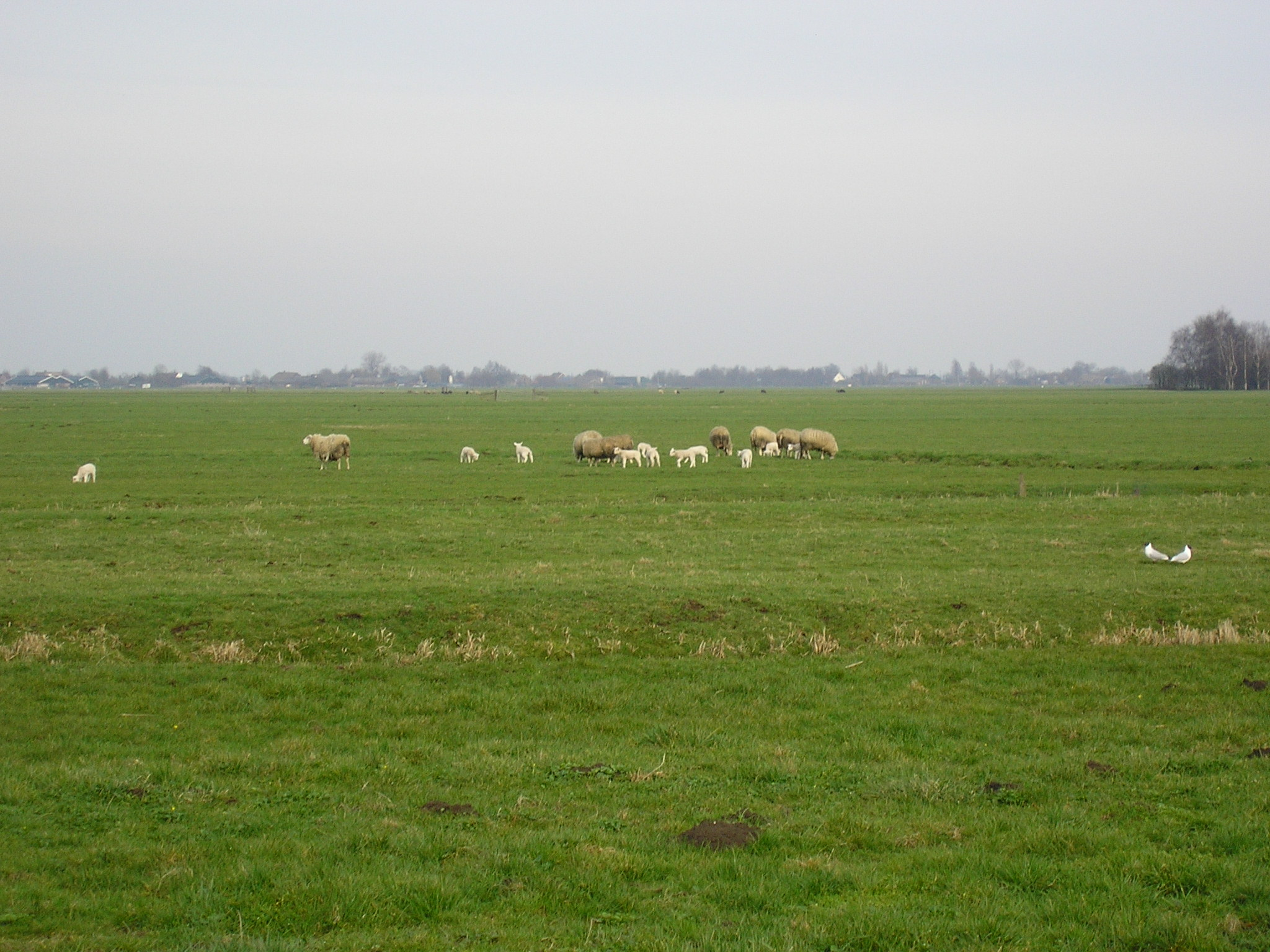
Polder der Gemeinde Vlist
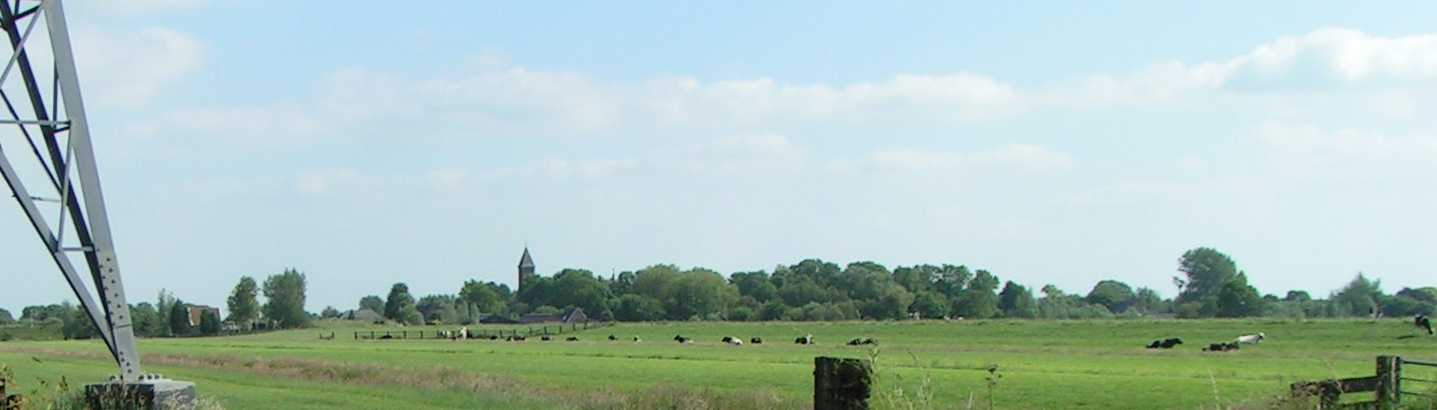
Polder Stein vom Tiendweg bei Hekendorp